# Сивков, Александр Кузьмич
Александр Кузьмич Сивков (27 августа 1892, Кронштадт, Санкт-Петербургская губерния — 25 января 1938, Ленинград) — советский военно-морской деятель, флагман 1-го ранга (1937). Брат А. К. Сивкова и П. К. Сивкова.

## Биография
Родился 27 августа 1892 года в семье отставного ефрейтора Онежской местной команды. В августе 1902 года поступил и 29 мая 1909 года окончил Кронштадтскую гимназию с серебряной медалью; в августе-октябре того же года обучался в Санкт-Петербургском университете, но перешёл на механическое отделение Морского инженерного училища в Кронштадте. По окончании училища 15 апреля 1913 года приказом по флоту и Морскому ведомству № 105 был произведён в корабельные гардемарины-механики.
С 9 мая того же года Сивков находился в практическом плавании на крейсере «Адмирал Макаров», с 26 августа на броненосного крейсера «Россия». 21 февраля того же года он был награждён медалью «В память 300-летия царствования дома Романовых». 5 октября 1913 года Высочайшим приказом № 1219 Александр Сивков был произведён в чин инженер-механик-мичмана. 5 октября 1913 г. назначен вахтенным механиком, 17 мая 1914 года он был назначен исправляющим должность минного механика, 22 июля — вахтенным механиком, 22 июня 1915 года — исправляющим должность минного механика и командира 3-й роты броненосного крейсера «Россия». 28 февраля 1915 года награждён медалью «В память 200-летнего юбилея Гангутской победы». 8 октября 1915 года был назначен трюмным механиком эскадренного миноносца «Изяслав». 18 января 1916 года «за отличия в делах против неприятеля» награждён орденом Св. Станислава 3-й степени с мечами и бантом. 29 февраля 1916 года был назначен непосредственно наблюдающим по механической части за постройкой кораблей для Балтийского флота. 6 декабря 1916 года Высочайшим приказом № 1660 произведён в чин инженер-механик-лейтенанта и приказом командующего Балтийским флотом № 944 награждён орденом Св. Анны 3-й степени. 28 декабря того же года назначен исправляющим должность судового механика эскадренного миноносца «Мощный».
С февраля 1918 года служил на Красном Флоте. В 1918 году был флагманским инженером-механиков Чудской военной флотилии. В 1919 году Сивков занимал должность флагманского механика Припятской военной флотилии, а с 25 сентября — флагманского механика и начальник механической части штаба Днепровской военной флотилии. В 1920 году вступил в РКП(б).
С 20 октября 1920 года по 14 марта 1925 года обучался на военно-морской отделе Военно-морской академии.
После окончания академии Сивков занимал должности помощника командира эскадренных миноносцев «Энгельс» и «Зиновьев». В 1926 года он был назначен командиром эскадренного миноносца «Сталин».
С декабря 1926 года по 7 января 1928 года Сивков занимал должность помощника начальника оперативного отдела штаба морских сил Балтийского моря (МСБМ). 10 января 1928 года назначен командиром и комиссаром линейного корабля «Октябрьская Революция». 29 марта 1930 года назначен начальником 2-го (Технического) управления УВМС РККА, 4 февраля 1932 года — начальником 4-го управления УВМС РККА, в апреле 1933 года — начальником Главного управления кораблестроения УВМС РККА. 20 августа 1935 года назначен начальником штаба Краснознамённого Балтийского флота. С введением в РККФ персональных званий, 26 ноября того же года приказом НКО СССР № 2484 присвоено воинское звание флагмана 2-го ранга. 23 декабря 1935 года награждён орденом Красной Звезды. 25 января 1937 года назначен командующим Балтийским флотом и приказом НКО СССР № 375/п присвоено звание флагмана 1-го ранга.
15 июля 1937 года А. К. Сивков был отстранён от должности и в тот же день арестован (по другим данным, арестован 1 августа 1937 года). Обвинялся в том, что возглавлял военный заговор на БФ, целенаправленно понижал боевую готовность флота, занимался вредительством и расставлял на ключевые посты на флоте других «заговорщиков». 22 февраля 1938 года приговорён Военной коллегией Верховного суда СССР к высшей мере наказания. 11 октября 1937 года 4 уволен из рядов РККФ по статье 44 «в» (в связи с арестом). Расстрелян в Ленинграде 22 февраля 1938 года. Его жена Евгения Тимофеевна Сивкова также была репрессирована и много лет провела в лагерях.
Реабилитирован 10 октября 1956 года.